# Лариан, Исаак
Исаак Лариан (англ. Isaac Larian, перс. اسحاق لاریان‎; род. 28 марта 1954) — исполнительный директор компании «Микро-игры Америки», основатель бренда игрушки Bratz.

## Биография
Исаак Лариан родился в Иране (Кашан) в еврейской семье. Лариан прибыл в Америку, когда достиг семнадцатилетнего возраста. Он окончил Университет штата Калифорния и начал свою карьеру в компании MGA. Компания с 1979 года занималась электроникой, а в конце 80-х годов получила права на продажу в США игрушек фирмы Nintendo. С тех пор она превратилась в MGA — компания «Микро-игры Америки» (Micro Games of America). Исаак Лариан уже был президентом и исполнительным директором компании, когда в 2000 году расширился ассортимент, и шла работа над созданием бренда Bratz.
Первую куклу, прославившую Исаака Лариана, он сам назвал, именем своей дочери Жасмин, которой в то время было 11 лет. После Жасмин на свет появились Джейд, Хлоя и Саша. Куклы имеют вид девочек разных национальностей.
Девиз Исаака Лариана: «Фортуна улыбается смелым».